# Samhällsprogram
Samhällsprogram är ett program i radio eller TV där samhället granskas. De innehåller ofta intervjuer. Eftersom de kan innehålla avslöjanden om till exempel politiker som tar emot mutor är de betydligt vanligare i demokratier än diktaturer.
Programmens karaktär är oftast dokumentär. Fiktiva berättelser med samhällskritik brukar inte räknas in.